# Giannino Castiglioni

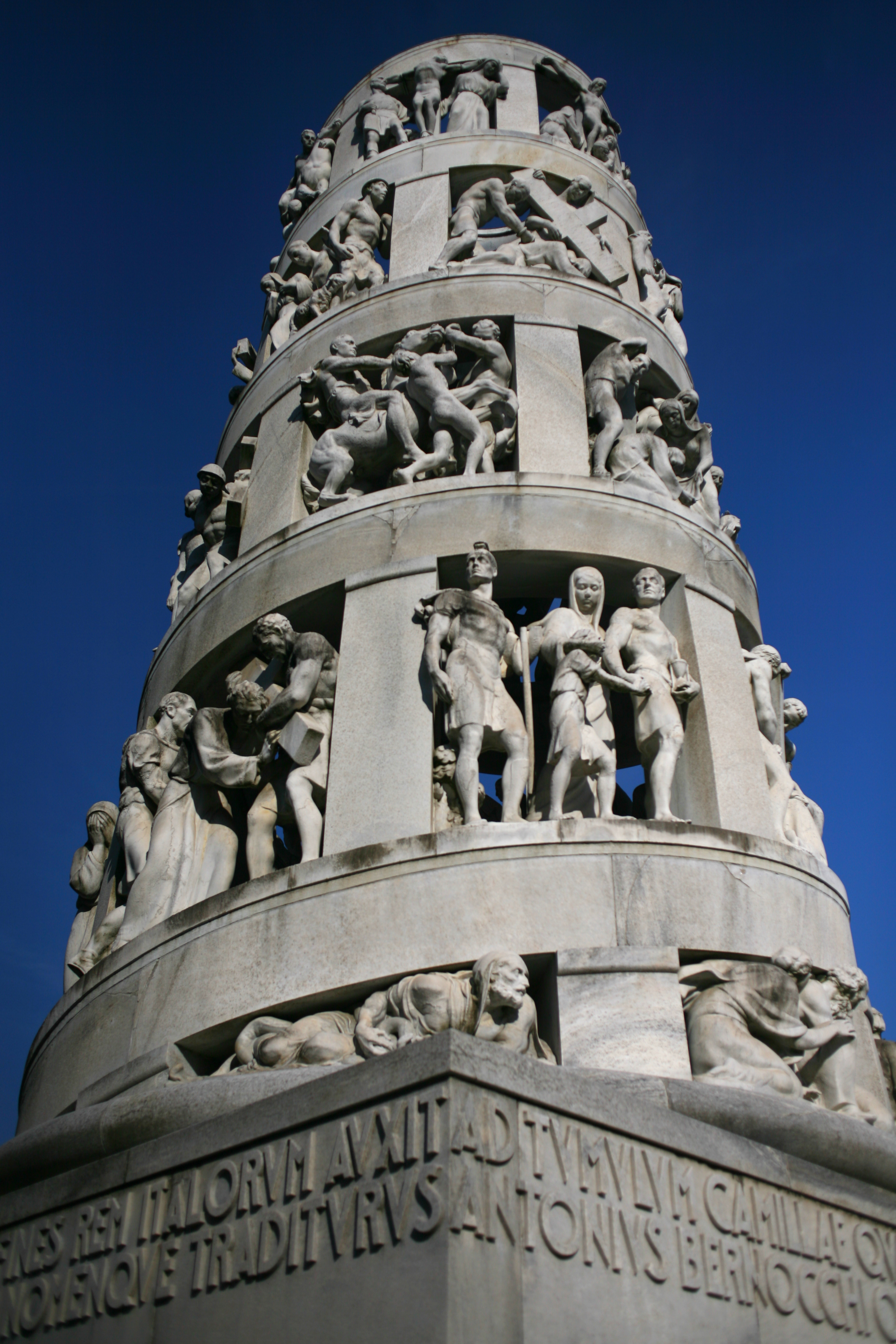
Golgota, tomba di Antonio Bernocchi al Monumentale di Milano

Giannino Castiglioni (Milano, 4 maggio 1884 – Lierna, 27 agosto 1971) è stato uno scultore, pittore e medaglista italiano.

## Biografia
Nacque da Giacomo Castiglioni e Piera Bergamaschi.
Compiuti gli studi all'Accademia di Brera, si diploma nel 1904 con Enrico Butti, nel 1906 partecipa nello stesso anno all'Expo di Milano con una propria scultura ed alcune medaglie.
In prima persona, si dedica quasi esclusivamente alla scultura e alla medaglistica, pur coltivando anche la pittura, soprattutto nei suoi ultimi anni e interessandosi alla riprogettazione del borgo di impianto medievale di Lierna.
Lavora inizialmente come medaglista presso la ditta "Stabilimento Johnson" di cui il padre Giacomo era direttore, dove impiegó l'orfano Leonardo del Vecchio, fondatore di Luxottica.
Sposa Livia Bolla e apre un proprio studio di scultura a Lierna in via Roma. Dalla loro unione nascono i figli: Livio, Pier Giacomo e Achille che si dedicheranno tutti alla professione di architetto e designer.
Prende parte a numerose mostre, sia in Italia che all'estero, con la sua produzione scultorea che assomma circa settecento opere.
Trascorre gran parte della sua vita a Lierna, sul lago di Como, dove si interessa alla riprogettazione di tutto il borgo di impianto medievale e della sistemazione della Piazza IV Novembre, eseguendo il Faro di Lierna con la fontana per l’acqua di Val Onedo, vicino a dove ha lo studio artistico in Via Roma e dove muore nel 1971. Nel 1943 nella sua villa studio di Lierna, dove dal 1927 ha realizzato tutte le sue opere, lavorò alle formelle di una delle principali porte del Duomo di Milano, commissionatagli e iniziata sin dal 1937 (la porta, seconda da sinistra, illustra "l'opera religiosa e politica di s. Ambrogio nella Milano imperiale"), fu inaugurata il 7 dicembre 1950.
La città di Lierna gli dedica il Lungolago Castiglioni. Nel 2015 nasce a Lierna il museo Giannino Castiglioni con un laboratorio di restauro.

## Opere
Tra le opere più significative per importanza e collocazione:
- Piazzetta IV Novembre di Lierna, (Lecco)
- Fontana dell'acqua di Val Onedo, Lierna, (Lecco)
- Chiesa Centrale di S. Michele, Lierna, (Lecco)
- Bassorilievi e gessi presso le ex scuole elementari, "Sala Castiglioni" (mentre della progettazione della Scuola Materna Commendatore "Aldo Natoli" e dell'Asilo Infantile a Lierna, come del resto del Palazzo del Municipio, si occupò il figlio mediano Pier Giacomo Castiglioni)
- Bassorilievo in bronzo della fontana dell'acqua ferruginosa a Riva Bianca a Lierna, (Lecco)
- Sculture per il Palazzo del Parlamento di Montevideo (1925)
- Cristo Re, Università Cattolica del Sacro Cuore, Milano (1929)
- Progettazione del Cimitero di Lierna e di sue varie sculture e bassorilievi tra cui le Cappelle Micheli, Balbiani (1929), Spada (1929) e Costa (1943)
- Tomba di Antonio Bernocchi (Via Crucis), Cimitero Monumentale di Milano (1926), con Alessandro Minali
- Cimitero, sculture e bassorilievi per le Cappelle Michele Bernocchi, Andrea Bernocchi, Falck, Micheli, Balbiani (1929), Spada (1929) e Costa (1943)
- Monumento alla Vittoria, Magenta (1925)
- Monumento ai caduti, Lecco (1926) e Mandello del Lario (1922)
- Fontana di S.Francesco, piazza S.Angelo, Chiesa di Sant'Angelo Milano (1927)
- Albero della vita sulla porta della tomba Goldfinger Cimitero ebraico di Milano (1926-28)
- I medaglioni raffiguranti il Lavoro, il Commercio, la Scienza e l'Agricoltura per la Stazione Centrale di Milano (1931 circa)[6]
- Opere per il Sacrario militare del monte Grappa (1934)
- Tomba Campari (Ultima Cena), Cimitero monumentale di Milano (1935)
- Opere per il Sacrario militare di Caporetto / Kobarid (1938)
- Opere per il Sacrario militare di Redipuglia  (1939)
- Tomba Falck, Cimitero Monumentale di Milano (1939)
- Tomba di Papa Pio XI, Grotte Vaticane, Roma (1941)
- Dante, Pinacoteca Ambrosiana, Milano (1947)
- Porta monumentale dedicata a Sant'Ambrogio, Duomo di Milano (1950)
- Opere per il Santuario arcivescovile della Beata Vergine dei Miracoli di Corbetta (1954)
- Monumento ai Martiri della Liberazione, Piazzale Loreto, Milano (1960)
- Tomba di Giuditta Sommaruga, Cimitero Monumentale di Milano (1964)
- Il Crocifisso, Our Lady of Seven Sorrows Church, Dolgellau, Galles Regno Unito (1966)

## Galleria d'immagini

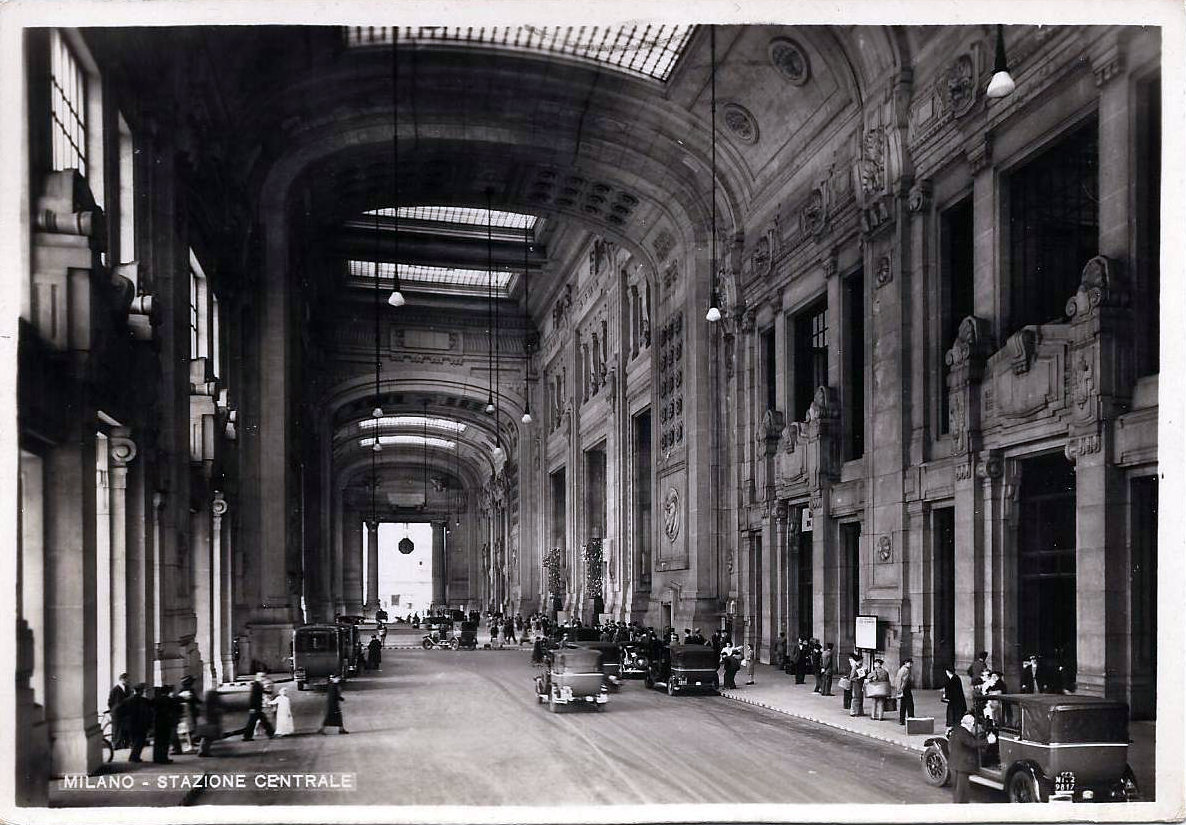
Le sculture a medaglione della Gallerie delle Carrozze della Stazione Centrale di Milano
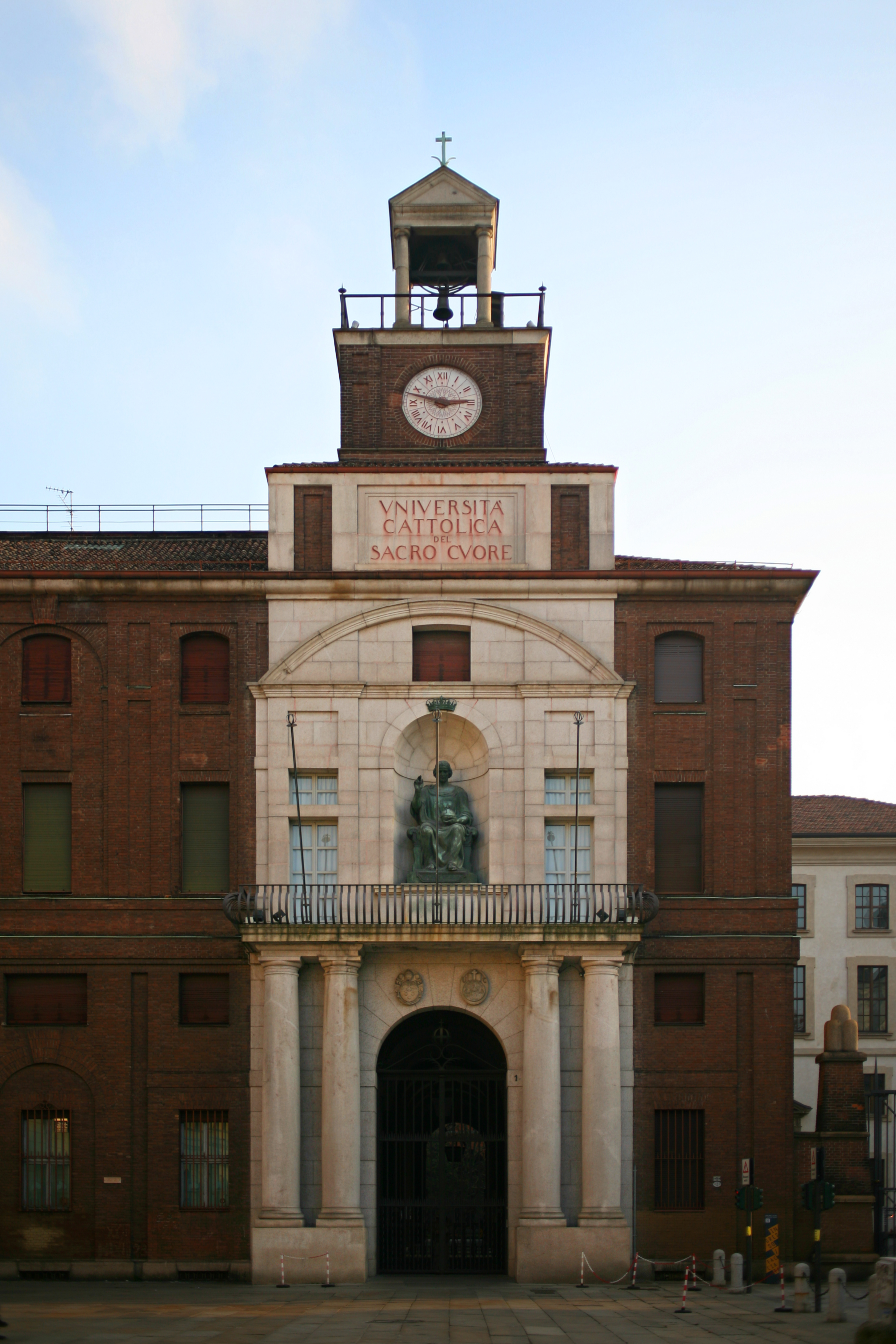
Università Cattolica di Milano facciata realizzata da Castiglioni
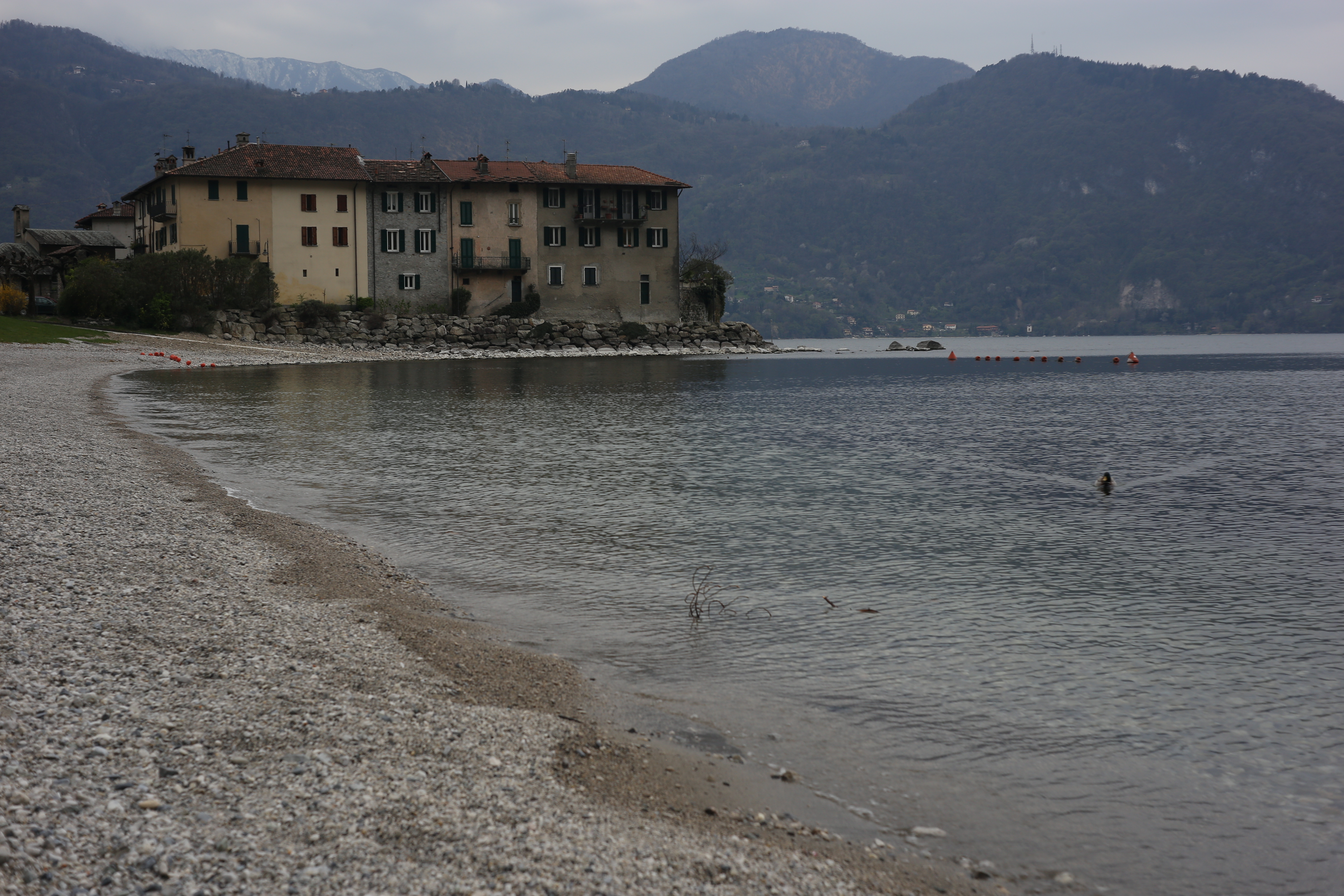
Lierna, Lungolago Castiglioni
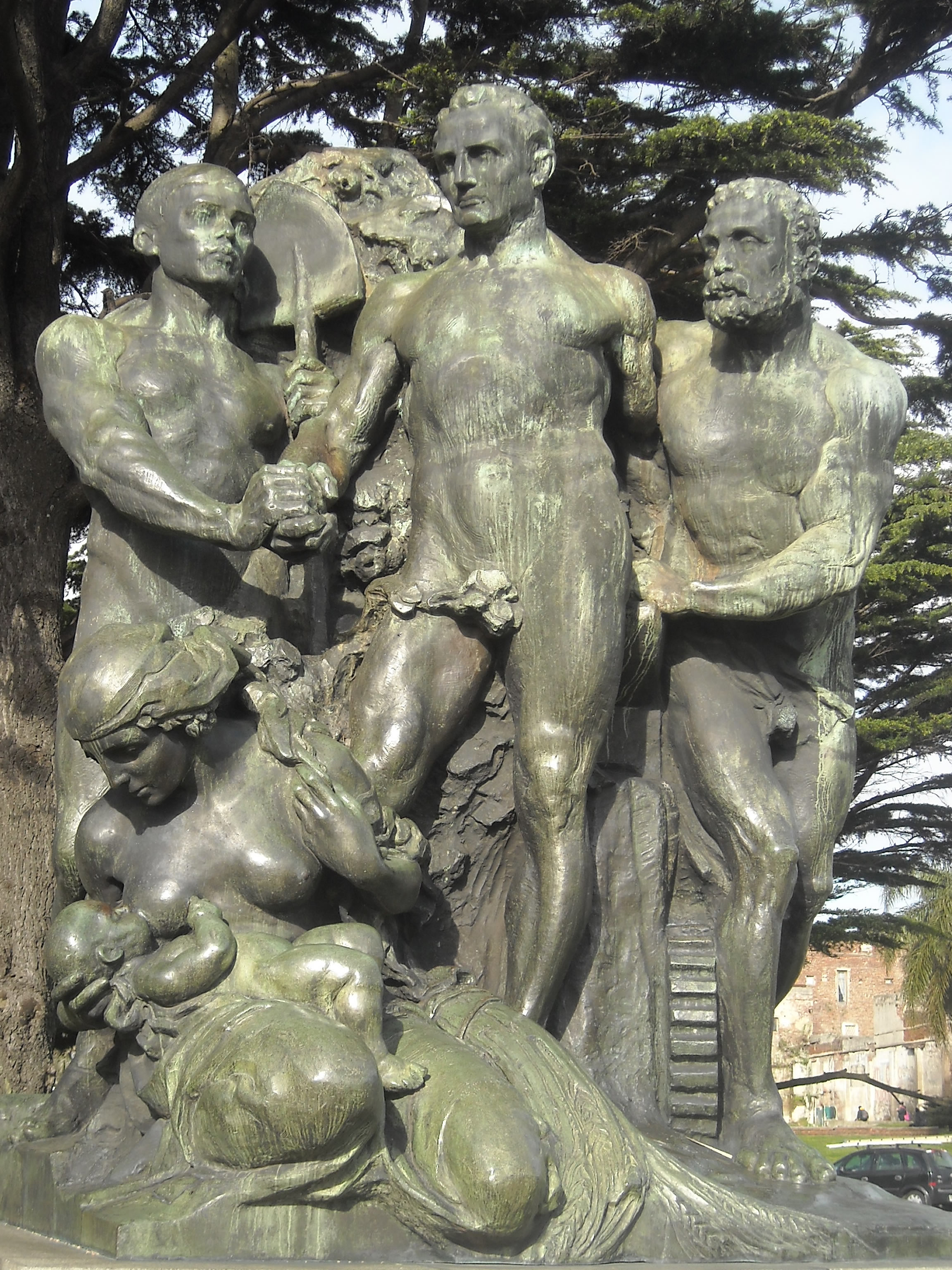
Sculture per il Palazzo del Parlamento di Montevideo, Uruguay (1925)
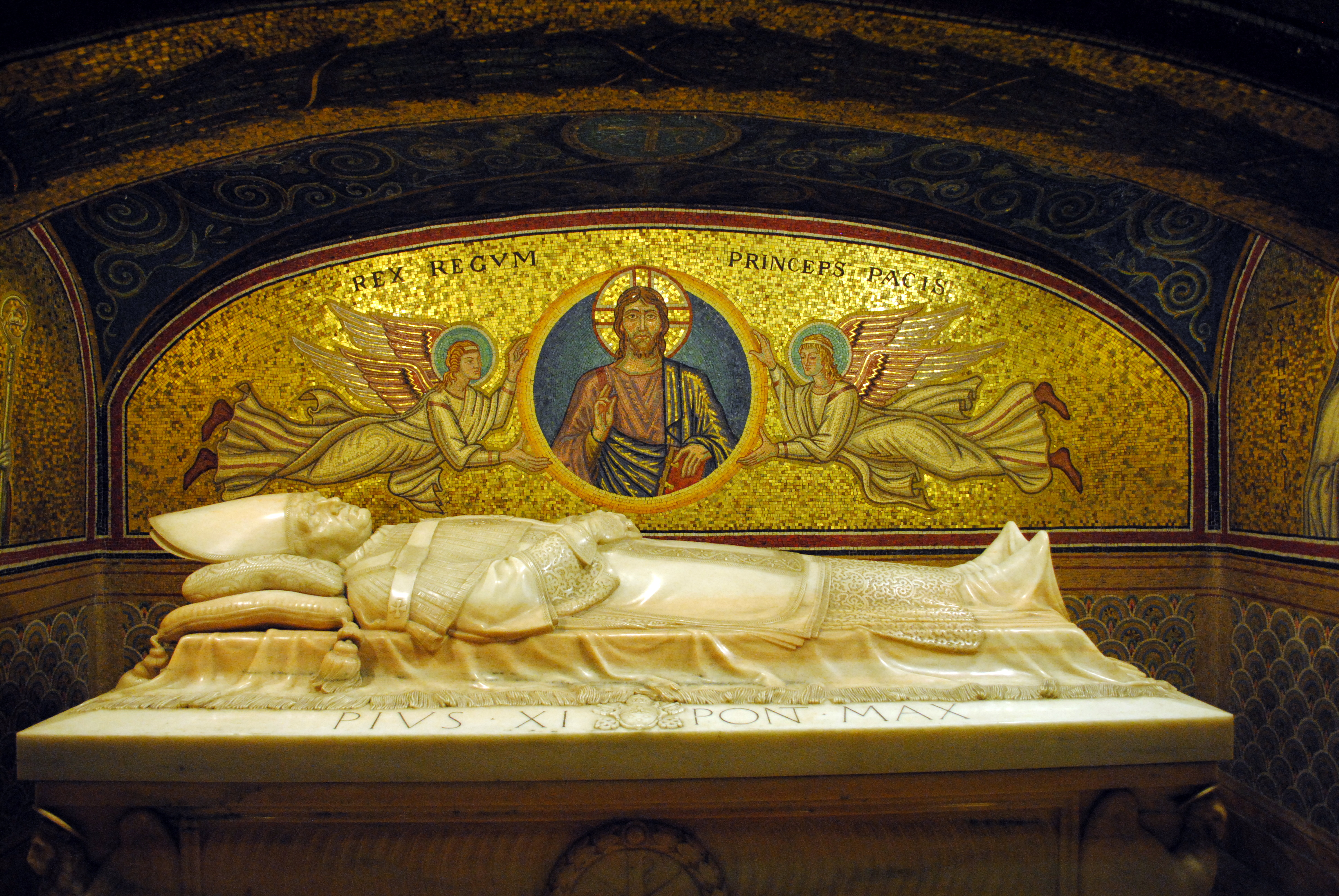
Tomba di Papa Pio XI, Città del Vaticano, Roma